# اس‌ام یوبی-۸۱
اس‌ام یوبی-۸۱ (به انگلیسی: SM UB-81) یک زیردریایی است که طول آن ۵۵٫۸۵ متر (۱۸۳٫۲ فوت) می‌باشد. این زیردریایی در سال ۱۹۱۷ ساخته شد.